# Cabrils (kommun)
Cabrils är en kommun i Spanien.   Den ligger i provinsen Província de Barcelona och regionen Katalonien, i den östra delen av landet, 500 km öster om huvudstaden Madrid. Antalet invånare är 7 140. Arean är 7,0 kvadratkilometer. Cabrils gränsar till Vilassar de Mar, Cabrera de Mar, Òrrius, Argentona och Vilassar de Dalt. 
Terrängen i Cabrils är kuperad åt nordost, men åt sydväst är den platt.